# Isaac Kashdan
Isaac Kashdan foi um jogador de xadrez dos Estados Unidos, com diversas participações nas Olimpíadas de xadrez. Kashdan participou das edições de 1928 a 1933 e 1937 tendo conquistado nove medalhas no total. Em participações individuais, conquistou as medalhas de ouro em 1928 e 1937, prata em 1933 e duas de bronze em 1930 e 1931. Por equipes, conquistou três medalhas de ouro (1931, 1933 e 1937) e uma de prata em 1928. Como árbitro, participou diretamente de muitos torneios incluindo a Piatigorsky Cup. Liderou a equipe americana na Olimpíada de xadrez de 1960 que conquistou a medalha de prata.

## Principais resultados em torneios
| Data | Local     | Colocação | Observações                                                                                            |
| ---- | --------- | --------- | --- |
| 1931 | Bled 1931 | 4         | Vencido por Alexander Alekhine, com participação de Efim Bogoljubow, Aaron Nimzowitsch e Milan Vidmar. |